# Denney
Denney – miejscowość i gmina we Francji, w regionie Burgundia-Franche-Comté, w departamencie Territoire de Belfort.
Według danych na rok 1990 gminę zamieszkiwało 531 osób, a gęstość zaludnienia wynosiła 153 osoby/km² (wśród 1786 gmin Franche-Comté Denney plasuje się na 296. miejscu pod względem liczby ludności, natomiast pod względem powierzchni na miejscu 924.).